# Mont-Saint-Jean (Borgogna-Franca Contea)
Mont-Saint-Jean è un comune francese di 249 abitanti situato nel dipartimento della Côte-d'Or nella regione della Borgogna-Franca Contea.

## Società

### Evoluzione demografica
Abitanti censiti